# Coventry Armoured Car
Das Coventry Armoured Car war ein britisches 4x4-Allrad-Gefechtsfahrzeug, das zum Ende des Zweiten Weltkriegs entwickelt wurde um die Armoured Cars von Humber und Daimler zu ersetzten. Der Coventry war als Einheitsmodell eines gepanzerten leichte Gefechtsfahrzeug geplant, das von den beiden Firmen in der Nachfolge gefertigt werden sollte. 

## Entwicklung
Der Coventry war ein gemeinsamer Versuch der britischen Daimler Company und Rootes Group einen Standard-Panzerwagen für die britischen Streitkräfte zu schaffen, der in beiden Unternehmen gefertigt werden konnte. Rootes hatte dabei die größere Produktionskapazität im Vergleich zu Daimler, doch der Humber Armoured Car war deutlich aufwendiger herzustellen, als das Gegenstück, der Daimler Armoured Car, der Daimler Motor Company. Die ursprüngliche Entwurfsarbeit des AFV W.19, wie er während der Entwicklung bezeichnet wurde, kam aus dem Unternehmen Humber in Coventry, während Daimler mit einem ebenfalls in Coventry gelegenen Werk, die Radaufhängung, die Lenkmechanik für das Fahrzeug beisteuerten. Von Commer, wo das Unternehmen auch zur Rootes Gruppe gehörte, kamen die Achsen und das Getriebe. Von Daimler und Humber wurden je zwei Prototypen mit einer 40-mm-2-Pounder-Kanone hergestellt und im Jahr 1944 erprobt.

## Technische Beschreibung
Der Coventry war in seiner Zeit ein fortschrittlicher Entwurf, der in vielen Bereichen dem Daimler Armoured Car ähnelte. Doch verfügte er über eine konventionellere Federung und einen dazu passenden Antriebsstrang. Für die Rückwärtsfahrt war ein ein zweiter Lenksäule und entsprechende fahrtechnische Elemente im hinteren Innenraum montiert, was aus dem Daimler Entwurf stamme und bei Erforderlichkeit ein schnelles Verlassen des Gefechtsfeld ermöglichen sollte. Der amerikanische Herkules-Motor war mit einem mittigen Verteilergetriebe und Differentialen an den Vorder- und Hinterachsen.

## Produktion
Bereits im Jahr 1943 waren 1700 Fahrzeuge des neuen Typs bestellt worden. Hiervon sollten 1.150 bei Rootes und 550 Fahrzeuge bei Daimler gebaut werden, die alle mit einer 57-mm-QF-6-Pounder-Kanone bewaffnet werden sollten.
Die Auslieferung des Coventry Mk I begann im Juni 1944. Die Fahrzeuge wurden auf der ehemaligen Montagelinie des Humber Armoured Car gefertigt und bis Jahresende waren die ersten 63 Fahrzeuge vollständig montiert. Schon 1943 hatte man entschieden, dass bei Daimler weiter der Daimler Armoured Car gefertigt werden sollte und keine Ablösung durch die Montage des Coventry geplant war. Infolgedessen wurde die Bestellung des Coventry mit der 2-Pounder-Bewaffnung gekürzt. Dreihundert dieser Fahrzeuge sollten nach Indien geliefert werden. 
Die Fertigung wurde nach weiteren 220 produzierten Fahrzeugen im Jahr 1945 eingestellt. 
Es wurde keine weitere Variante in Produktion genommen.

## Varianten
Neben der ursprünglichen Ausführung Mk I wurde auch eine weitere Version, das AFV W.90 geplant und bestellt. Die zweite Ausführung (Mk II) sollte eine 75-mm-Bewaffnung erhalten.
- Mk I - 40-mm-QF-2-Pounder Gun mit koaxialem 7,92-mm-Besa-Maschinengewehr (Dreimann-Turm)
- Mk II - 75-mm-Gun mit reduzierter Crew (3 Mann)

## Nutzerstaaten
- Großbritannien
- Frankreich

## Einsatz
Die British Army führte das Coventry Armoured Car noch vor Kriegsende ein, aber für einen Kriegseinsatz war es zu spät. 
Einige Fahrzeuge wurden an die französischen Streitkräfte verkauft und während des Indochina-Kriegs von Frankreich gegen die Viet Minh eingesetzt.